# АЭС «Олкилуото»
АЭС «Олкилуото» (фин. Olkiluodon ydinvoimalaitos) — атомная электростанция в Западной Финляндии, расположенная на побережье Ботнического залива Балтийского моря, на острове Олкилуото, входящем в состав коммуны Эурайоки.
Все три реактора АЭС Олкилуото производят более 30 % потребляемой в Финляндии электроэнергии. Реактор типа EPR (блок 3) имеет мощность 1600 МВт, что делает его в настоящее время самым мощным блоком атомной электростанции в Европе и третьим по мощности в мире. Коммерческая эксплуатация третьего энергоблока началась 16 апреля 2023 года.

## Первая очередь
Строительство АЭС началось в начале 1974 года, второго энергоблока — в сентябре 1975 года. Станция строилась «под ключ» компанией Westinghouse Electric с использованием собственных технологий. Первый энергоблок был подключён к национальной энергосистеме в сентябре 1978 года, второй — в феврале 1980 года.
В ходе реконструкций 1983—1984 гг. мощность реакторов была повышена до 710 МВт. В 1995—1998 гг. было проведена ещё одна модернизация, в ходе которой мощность каждого из энергоблоков была увеличена до 840 МВт. В ходе третьей модернизации в 2005—2006 гг. мощность была увеличена до 860 МВт. В 2010—2011 гг., в ходе капитального ремонта станции, мощность обоих реакторов увеличена ещё на 20 МВт, до 880 МВт. А в 2017—2018 гг. была проведена последняя модернизация, которая увеличила мощность каждого из энергоблоков до 890 МВт.
Действующая после реконструкций лицензия на эксплуатацию первого и второго энергоблоков выдана на 20 лет и истекает в конце 2018 года. 20 сентября 2018 года правительство Финляндии продлило лицензию на эксплуатацию первого и второго энергоблоков ещё на 20 лет — до 2038 года.

## Вторая очередь

### Тендер
В ноябре 2000 года компания TVO подала в правительство страны заявку на строительство пятого ядерного реактора в Финляндии. В январе 2002 года правительство одобрило заявку 10 голосами против 6.
24 мая 2002 года парламент Финляндии проголосовал за строительство в стране пятого энергоблока АЭС. «За» проголосовали 107 депутатов, против — 92 депутата; это было первое решение о строительстве ядерного реактора в Европе за предыдущие более, чем 10 лет, в 1993 году аналогичное предложение финским парламентом было отклонено.
В марте 2003 года на тендер были выдвинуты четыре проекта от трёх поставщиков:
- Areva — EPR (European Pressurised Water Reactor, «европейский реактор с водой под давлением») мощностью 1600 МВт, а также кипящий реактор (BWR, Boiling Water Reactor) SWR-1000[6] мощностью 1200 МВт;
- General Electric — ESBWR[англ.] (Economic Simplified Boiling Water Reactor, «экономичный упрощённый кипящий ядерный реактор») мощностью 1390 МВт;
- Атомстройэкспорт — ВВЭР-91/99 (модернизированный вариант реактора ВВЭР-1000).

Компания Westinghouse предпочла не выставлять на тендер свои проекты AP1000 и BWR-90+, которые она первоначально направила в TVO.
В октябре 2003 года TVO объявила, что выбран реактор EPR консорциума Areva NP (совместного предприятия французской компании Areva и германского концерна Siemens AG; «Сименс» прекратил ядерную деятельность в 2011 году), а в декабре, после официального закрытия тендера подписала контракт стоимостью 3 млрд евро.
В октябре 2003 года было решено, что энергоблок будет построен на АЭС «Олкилуото».

### Строительство
В январе 2005 года коммуна Эурайоки выдала разрешение на строительство, а 17 февраля правительство страны приняло окончательное решение о строительстве.
Первоначально проект предполагал пуск энергоблока в 2009 году и запуск в коммерческую эксплуатацию в 2010 году, однако впоследствии даты запуска переносились на 2013, 2015 и 2018 годы. Стоимость строительства данного реактора оценивалась в 3 миллиарда евро, однако впоследствии подрядчик Areva оценил завершение строительства в 8,5 миллиарда евро, почти в три раза больше первоначальной. В итоге, Финляндия отменила запланированное строительство четвёртого энергоблока[прояснить] на Олкилуото.
В мае 2006 года было объявлено об отсрочке строительства примерно на один год из-за проблем с контролем качества строительства. Частично задержки были вызваны отсутствием надзора со стороны субподрядчиков, не имеющих опыта в строительстве атомных станций, задержки привели к разочаровывающим финансовым результатам Areva NP. Компания обвинила в задержках финский подход к утверждению технической документации.
В декабре 2006 TVO объявила, что строительство отстаёт от графика примерно на 18 месяцев, поэтому завершение теперь ожидалось в 2010—2011 годах, и были сообщения о том, что Areva готовилась заплатить неустойку 500 млн евро за просрочку.
В конце июня 2007 года сообщалось, что Центр радиационной безопасности Финляндии (STUK) обнаружил ряд связанных с безопасностью конструктивных и производственных «недостатков».
В августе 2007 года сообщалось о дальнейшей задержке строительства до года, связанной с укреплением здания реактора и несвоевременным предоставлением соответствующей документации финским властям.
В сентябре 2007 года TVO сообщило, что задержка строительства составит «минимум два года», а затраты на строительство превысят бюджет более, чем на 25 %. По оценке аналитиков, перерасход средств составит до 1,5 млрд евро.
О дальнейшей отсрочке было объявлено в октябре 2008 года, в результате чего общая задержка составила три года, что означало ожидаемую дату завершения строительства в 2012 году. Стороны подали заявки в арбитраж для разрешения спора об ответственности за задержки и перерасход средств.
К маю 2009 года отставание от календарного графика составляло уже 3,5 года, а превышение бюджета достигло 50 %. Велись судебные разбирательства между Areva и заказчиком об ответственности за перерасход средств, существовал риск банкротства заказчика. В августе 2009 Areva объявила о дополнительных ассигнованиях в размере 550 млн евро, что довело суммарную стоимость энергоблока до 5,3 млрд евро.
В сентябре 2009 года завершён защитный купол реактора. К этому времени сделано 90 % закупок, произведено 80 % инженерных и 73 % строительных работ.
В июне 2010 года Areva объявила о 400 млн евро дополнительных расходов, в результате чего перерасход достиг 2,7 млрд евро. Сроки сдачи сдвинулись с июня 2012 года до конца 2012 года. В декабре 2011 года TVO объявила о переносе окончания работ на август 2014 года. В июле 2012 года на станции планировалось запустить производство электроэнергии не ранее 2015 года, то есть отставание от графика составляло не менее шести лет.
В декабре 2012 года исполнительный директор Areva оценил суммарные затраты в 8 млрд евро.
В сентябре 2014 года Areva объявила, что эксплуатация энергоблока начнётся в 2018 году.
В октябре 2017 года дата была перенесена на весну 2019 года.
Во время тестирования в 2018 и 2019 годах было объявлено о нескольких дополнительных задержках, в общей сложности почти на два года.
По состоянию на октябрь 2018 года графиком завершения строительства третьего энергоблока было запланировано его подключение к электросети страны в мае 2019 года и ввод в промышленную эксплуатацию в сентябре 2019 года. Однако в декабре 2018 график был пересмотрен, затем была назначена новая дата ввода в эксплуатацию — январь 2020. В ноябре 2019 года стало известно, что в связи с требованиями регулирующих органов, требующих дополнительной проверки оборудования, срок ввода в эксплуатацию в очередной раз сдвинут — на июль 2020 года. В августе 2020 года график ввода в эксплуатацию был снова пересмотрен: регулярная выработка электроэнергии должна была начаться в феврале 2022 года.
В марте 2021 года начата загрузка топлива в реактор.

### Пусконаладка
Физический пуск реактора состоялся 21 декабря 2021 года.
12 марта 2022 года третий блок начал вырабатывать электроэнергию и был подключён к национальной сети.
В мае 2022 года из-за инцидента с турбиной 3-й блок был отключён до августа, выход на полную мощность и ввод в коммерческую эксплуатацию планировался в декабре 2022 года.
28 августа 2022 года компания TVO сообщила об успешном завершении этапа пусковой программы, предполагавшего освоение 60 % мощности, а 29 августа энергоблок отключился от сети из-за проблем с турбиной. 18 октября 2022 года оператор «Олкилуото» сообщил, что в ходе работ по техническому обслуживанию были обнаружены повреждения внутренних частей питательных насосов, что отсрочило ввод в коммерческую эксплуатацию.
В апреле 2023 года реактор был пущен в коммерческую эксплуатацию.

### Причины долгого строительства
- Большинство станций в Европе было построено в 1970-1980 годах. После этого был затяжной перерыв, был утерян опыт в проектировании и строительстве, ушли люди, которые не передали свои знания молодому поколению;
- у Areva не было опыта в проектировании станций, проект двигался очень медленно, потому что Areva не была достаточно подготовлена, на некоторые части проекта отсутствовала техническая документация, и не было понятно, сколько необходимо времени на доводку проекта.
- многие подрядчики ушли из отрасли, и пришлось обучать новых подрядчиков производству атомного оборудования и комплектующих. Ключевой персонал строительного подрядчика не имел опыта управления столь большим строительным объектом.[51];
- Первоначальный план запуска реактора через четыре года после начала строительства был слишком амбициозен для первого проекта более мощного реактора, чем строились раньше;
- Areva не проводила согласований со STUK (регулятор) по поводу качества инфраструктуры и компонентов. План контроля качества и производства компонентов должны были быть одобрены STUK и получены соответствующие лицензии до начала производства, но в итоге инспекторы регулятора приходили проверять то, что уже было запущено в производство;
- большой размер реактора и использование новых технологий были большим вызовом для компании. Многие производственные технологии не были использованы ранее. Для примера, использовались новые технологии сварки реактора. Некоторые большие компоненты и часть внешних реакторных деталей были произведены дважды или трижды, чтобы получить достаточное качество и пройти сертификацию.

## Энергоблоки
| Энергоблок  | Тип реакторов     | Мощность при запуске | Нынешняя мощность | Начало строительства | Подключение к сети | Ввод в эксплуатацию | Закрытие    |
| ----------- | ----------------- | -------------------- | ----------------- | -------------------- | ------------------ | ------------------- | ----------- |
| Олкилуото-1 | BWR-2500, ABB-III | 660 МВт              | 890 МВт           | 01.02.1974           | 02.09.1978         | 10.10.1979          | 2038 (план) |
| Олкилуото-2 | BWR-2500, ABB-III | 660 МВт              | 890 МВт           | 01.11.1975           | 18.02.1980         | 10.07.1982          | 2038 (план) |
| Олкилуото-3 | EPR (PWR)         | 1600 МВт             | 1600 МВт          | 12.08.2005           | 12.03.2022         | 15.04.2023          |             |

## Происшествия
- В 2016 году на 1-м блоке обнаружена утечка радиоактивных веществ в реакторную воду[54]. Подобные ситуации происходили около 40 раз за время работы станции[55].
- 10 декабря 2020 года в 13:00 произошёл серьёзный производственный сбой, который привёл к быстрой остановке на 2-м реакторе АЭС «Олкилуото». Системы измерения радиации зафиксировали повышенный уровень радиации внутри станции[56].
- 19 ноября 2023 года произошла поломка в 3-м энергоблоке[57][58], его работа временно приостановлена (ранее такое же событие случалось 25 сентября 2022 года[59]). На следующий день приостановили снова, по информации от оператора АЭС Teollisuuden Voima[англ.] (TVO), из-за «неисправности, обнаруженной на турбинном острове» (основное оборудование турбинного острова составляют одна турбина высокого и три низкого давления, насосы питательной воды, конденсатор и генератор).
- 29 ноября 3-й энергоблок на некоторое время приостановил работу; как информировал TVO, производство электроэнергии пришлось прервать из-за «аварийного испытания» (проводились тестовые проверки сетей в районе электростанции)[60][61] — были обнаружены дефекты прокладок в разъëмах.